# João Pedro (Fußballspieler, 1998)
João Pedro da Silva Freitas (* 20. Juni 1998 in Betulala) ist ein osttimoresischer Fußballspieler auf der Position des  Stürmers.

## Karriere

### Verein
Der Offensivspieler begann seine Laufbahn im Centro Treinamento Futebol Juvenil sowie beim heimischen Erstligisten Sport Laulara e Benfica, wo er 2016 die nationale Meisterschaft feiern konnte. Anschließend folgten Stationen beim Drittligisten North Bangkok University FC in Thailand, UiTM FC in der Malaysia Super League, FC Lalenok United, Benfica de Macau, PSM Makassar aus Indonesien und seit dem Sommer 2024 spielt Pedro für Angkor Tiger in der Cambodian Premier League.

### Nationalmannschaft
Sein Debüt für die osttimoresische A-Nationalmannschaft gab João Pedro am 1. September 2018 im Rahmen der Qualifikation zur Südostasienmeisterschaft gegen Brunei (3:1). Mit der Auswahl nahm er an den Südostasienmeisterschaften 2018 sowie 2024 teil. Bisher bestritt Anuar insgesamt 22 Spiele, in denen er sieben Treffer erzielen konnte. Damit ist der Kapitän zusammen mit Rufino Gama Rekordtorschütze seines Landes.

## Erfolge
Sport Laulara e Benfica
- Osttimoresischer Meister: 2016